# Kremjonki
Kremjonki (rusky Кремёнки) jsou město v Kalužské oblasti v Ruské federaci. Při sčítání lidu v roce 2010 měly přes jedenáct tisíc obyvatel.

## Poloha a doprava
Kremjonki leží na levém břehu Protvy, levého přítoku Oky v povodí Volhy. Od Žukova, správního střediska Žukovského rajónu, do kterého patří, jsou vzdáleny přibližně třicet kilometrů jihovýchodně a mají s ním přímé silniční spojení. Od Kalugy, správního střediska oblasti, jsou vzdáleny přibližně 70 kilometrů severovýchodně.
Nejbližší železniční stanice je v dvacet kilometrů východně vzdáleném Serpuchově na trati Moskva – Tula – Kursk.

## Dějiny
Kremjonki byly založeny počátkem 18. století.
Za druhé světové války zde od poloviny října 1941 vedla frontová linie, kdy se vojákům německé armády povedlo dobýt dvě předmostí na severním břehu Protvy, ale 16. prosince 1941 v rámci bitvy před Moskvou provedly jednotky Západního frontu Rudé armády protiútok a zatlačily německé jednotky desítky kilometrů zpět.
Význam obce začal stoupat v sedmdesátých letech v důsledku toho, že jen v několik kilometrů východně vzdáleném Protvinu byl vybudován Ústav pro fyziku vysokých energií. V Kremjonkách proto bylo vystavěno panelákové sídliště pro pracovníky ústavu a počet obyvatel obce se zvýšil z 2 600 počátkem osmdesátých let na 10 000 na přelomu století.
V roce 1989 získaly Kremjonki status sídlo městského typu a od roku 2004 jsou městem.

## Kultura
Ve městě je muzeum Jekatěriny Romanovny Daškovové, ruské kněžny, blízké spolupracovnice Kateřiny II. Veliké a významné kulturní a politické činitelky v období její vlády. Ta strávila poslední léta svého života v nedaleké vesničce Trojickoje a je v ní také pohřbena.